# Oumar Sissoko
Oumar Sissoko (Montreuil-sous-Bois, 13 settembre 1987) è un calciatore maliano, portiere del 93 BBG.
È cugino del calciatore maliano Mohamed Sissoko.